# Občina Kobarid
Občina Kobarid (slovinsky Občina Kobarid německy Gemeinde Karfreit) je jednou z 212 slovinských občin. Nachází se v Gorickém regionu (slovinsky Goriška regija). Správním centrem je Kobarid.

## Sídla
- Avsa
- Borjana
- Breginj
- Drežniške Ravne
- Drežnica
- Homec
- Idrsko
- Jevšček
- Jezerca
- Kobarid
- Koseč
- Kred
- Krn
- Ladra
- Libušnje
- Livek
- Livške Ravne
- Logje
- Magozd
- Mlinsko
- Perati
- Podbela
- Potoki
- Robič
- Robidišče
- Sedlo
- Smast
- Stanovišče
- Starlo selo
- Sužid
- Svino
- Trnovo ob Soči
- Vrsno